# Bacillus (batteri)
Bacillus Cohn, 1872 è un genere di batteri Gram-positivi a forma di bastoncino appartenente al phylum Firmicutes (basso contenuto di CG).

## Descrizione
Le specie di Bacilli sono aerobi obbligati, e risultano positivi al test per l'enzima catalasi. Presente ovunque in natura, il Bacillo include specie patogene e non. In condizioni ambientali stressanti, le cellule producono endospore ovali che possono restare dormienti per periodi prolungati. Queste caratteristiche definiscono in modo originale la classe, ma non tutte le specie sono strettamente imparentate, e molte sono state spostate ad altri generi.
Due specie di bacillo sono considerati medicalmente significativi:
- il B. anthracis, che provoca l'antrace
- il B. cereus, che causa un'intossicazione alimentare simile a quella provocata dallo Stafilococco.[4]

Una terza specie, il B. thuringiensis, è un importante agente patogeno degli insetti ed è talvolta adoperato per controllare gli insetti nocivi. La specie principale è il B. subtilis, un importante modello di organismo. È anche un notevole deterioratore di cibo, così come il B. coagulans. Il B. clausii è invece utilizzato come probiotico.

## Rilevamento del bacillo
Un semplice modo per isolare il bacillo è mettere della terra non sterile in una provetta con acqua, agitare, mettere in Agar sale mannitolo mescolato e incubare a temperatura ambiente per almeno un giorno. Le colonie sono solitamente grandi, di forma irregolare e diffusa. Sotto il microscopio il Bacillus appare come un bastoncino ed una parte sostanziale contiene di solito un'endospora ovale ad una estremità, rendendolo gonfio.

## Tassonomia
Si riporta di seguito la lista delle specie assegnate al genere Bacillus:
- B. abyssalis
- B. acidiceler
- B. acidicola
- B. acidiproducens
- B. acidocaldarius
- B. acidoterrestris
- B. aeolius
- B. aerius
- B. aerophilus
- B. agaradhaerens
- B. agri
- B. aidingensis
- B. akibai
- B. alcalophilus
- B. algicola
- B. alginolyticus
- B. alkalidiazotrophicus
- B. alkalinitrilicus
- B. alkalisediminis
- B. alkalitelluris
- B. altitudinis
- B. alveayuensis
- B. alvei
- B. amyloliquefaciens
  - B. a. subsp. amyloliquefaciens
  - B. a. subsp. plantarum
- B. amylolyticus
- B. andreesenii
- B. aneurinilyticus
- B. anthracis
- B. aquimaris
- B. arenosi
- B. arseniciselenatis
- B. arsenicus
- B. aurantiacus
- B. arvi
- B. aryabhattai
- B. asahii
- B. atrophaeus
- B. axarquiensis
- B. azotofixans
- B. azotoformans
- B. badius
- B. barbaricus
- B. bataviensis
- B. beijingensis
- B. benzoevorans
- B. beringensis
- B. berkeleyi
- B. beveridgei
- B. bogoriensis
- B. boroniphilus
- B. borstelensis
- B. brevis Migula
- B. butanolivorans
- B. canaveralius
- B. carboniphilus
- B. cecembensis
- B. cellulosilyticus
- B. centrosporus
- B. cereus
- B. chagannorensis
- B. chitinolyticus
- B. chondroitinus
- B. choshinensis
- B. chungangensis
- B. cibi
- B. circulans
- B. clarkii
- B. clausii
- B. coagulans
- B. coahuilensis
- B. cohnii
- B. composti
- B. curdlanolyticus
- B. cycloheptanicus
- B. cytotoxicus
- B. daliensis
- B. decisifrondis
- B. decolorationis
- B. deserti
- B. dipsosauri
- B. drentensis
- B. edaphicus
- B. ehimensis
- B. eiseniae
- B. enclensis
- B. endophyticus
- B. endoradicis
- B. farraginis
- B. fastidiosus
- B. fengqiuensis
- B. firmus
- B. flexus
- B. foraminis
- B. fordii
- B. formosus
- B. fortis
- B. fumarioli
- B. funiculus
- B. fusiformis
- B. galactophilus
- B. galactosidilyticus
- B. galliciensis
- B. gelatini
- B. gibsonii
- B. ginsengi
- B. ginsengihumi
- B. ginsengisoli
- B. globisporus
  - B. g. subsp. globisporus
  - B. g. subsp. marinus
- B. glucanolyticus
- B. gordonae
- B. gottheilii
- B. graminis
- B. halmapalus
- B. haloalkaliphilus
- B. halochares
- B. halodenitrificans
- B. halodurans
- B. halophilus
- B. halosaccharovorans
- B. hemicellulosilyticus
- B. hemicentroti
- B. herbersteinensis
- B. horikoshii
- B. horneckiae
- B. horti
- B. huizhouensis
- B. humi
- B. hwajinpoensis
- B. idriensis
- B. indicus
- B. infantis
- B. infernus
- B. insolitus
- B. invictae
- B. iranensis
- B. isabeliae
- B. isronensis
- B. jeotgali
- B. kaustophilus
- B. kobensis
- B. kochii
- B. kokeshiiformis
- B. koreensis
- B. korlensis
- B. kribbensis
- B. krulwichiae
- B. laevolacticus
- B. larvae
- B. laterosporus
- B. lautus
- B. lehensis
- B. lentimorbus
- B. lentus
- B. licheniformis
- B. ligniniphilus
- B. litoralis
- B. locisalis
- B. luciferensis
- B. luteolus
- B. luteus
- B. macauensis
- B. macerans
- B. macquariensis
- B. macyae
- B. malacitensis
- B. mannanilyticus
- B. marinus
- B. marisflavi
- B. marismortui
- B. marmarensis
- B. massiliensis
- B. megaterium
- B. mesonae
- B. methanolicus
- B. methylotrophicus
- B. migulanus
- B. mojavensis
- B. mucilaginosus
- B. muralis
- B. murimartini
- B. mycoides
- B. naganoensis
- B. nanhaiensis
- B. nanhaiisediminis
- B. nealsonii
- B. neidei
- B. neizhouensis
- B. niabensis
- B. niacini
- B. novalis
- B. oceanisediminis
- B. odysseyi
- B. okhensis
- B. okuhidensis
- B. oleronius
- B. oryzaecorticis
- B. oshimensis
- B. pabuli
- B. pakistanensis
- B. pallidus
- B. pallidus
- B. panacisoli
- B. panaciterrae
- B. pantothenticus
- B. parabrevis
- B. paraflexus
- B. pasteurii
- B. patagoniensis
- B. peoriae
- B. persepolensis
- B. persicus
- B. pervagus
- B. plakortidis
- B. pocheonensis
- B. polygoni
- B. polymyxa
- B. popilliae
- B. pseudalcalophilus
- B. pseudofirmus
- B. pseudomycoides
- B. psychrodurans
- B. psychrophilus
- B. psychrosaccharolyticus
- B. psychrotolerans
- B. pulvifaciens
- B. pumilus
- B. purgationiresistens
- B. pycnus
- B. qingdaonensis
- B. qingshengii
- B. reuszeri
- B. rhizosphaerae
- B. rigui
- B. ruris
- B. safensis
- B. salarius
- B. salexigens
- B. saliphilus
- B. schlegelii
- B. sediminis
- B. selenatarsenatis
- B. selenitireducens
- B. seohaeanensis
- B. shacheensis
- B. shackletonii
- B. siamensis
- B. silvestris
- B. simplex
- B. siralis
- B. smithii
- B. soli
- B. solimangrovi
- B. solisalsi
- B. songklensis
- B. sonorensis
- B. sphaericus
- B. sporothermodurans
- B. stearothermophilus
- B. stratosphericus
- B. subterraneus
- B. subtilis
  - B. s. subsp. inaquosorum
  - B. s. subsp. spizizenii
  - B. s. subsp. subtilis
- B. taeanensis
- B. tequilensis
- B. thermantarcticus
- B. thermoaerophilus
- B. thermoamylovorans
- B. thermocatenulatus
- B. thermocloacae
- B. thermocopriae
- B. thermodenitrificans
- B. thermoglucosidasius
- B. thermolactis
- B. thermoleovorans
- B. thermophilus
- B. thermoruber
- B. thermosphaericus
- B. thiaminolyticus
- B. thioparans
- B. thuringiensis
- B. tianshenii
- B. trypoxylicola
- B. tusciae
- B. validus
- B. vallismortis
- B. vedderi
- B. velezensis
- B. vietnamensis
- B. vireti
- B. vulcani
- B. wakoensis
- B. weihenstephanensis
- B. xiamenensis
- B. xiaoxiensis
- B. zhanjiangensis